# 전선영
전선영은 대한민국의 텔레비전 드라마 작가이다. 

## 드라마
- 2023년 ENA 월화 미니시리즈 《오! 영심이》 ... 집필